# Isla Pobeda
La isla Pobeda, nombre original ruso остров Победы (остров = Isla, Победа = Victoria, significa Isla Pobeda o Isla de la Victoria), es una isla de hielo en el mar de Mawson. Se encuentra a 160 km de la costa de la Tierra de la Reina Maria, Antártida Oriental. Esta isla que existe en forma periódica se forma por el encuentro contra una saliente de tierra firme de un iceberg.

## Formación periódica
La isla de hielo se crea y desaparece en forma periódica. Se crea por el desprendimiento de un enorme bloque de hielo del glaciar Denman, ubicado en el sector este de la barrera de hielo Shackleton. El glaciar tabular resultante se desplaza hacia el noroeste hasta que encalla en un banco de arena al norte de la barrera de hielo. El iceberg permanece trabado en esta posición durante una década o más, hasta que ha sido erosionado y modificado como para liberarse del banco de arena. Luego se desplaza hacia el mar abierto, donde se parte en pedazos. Estos fragmentos del iceberg eventualmente se derriten y se desplazan hacia aguas más cálidas. La lengua flotante del glaciar Denman, alimentada por el hielo proveniente del interior de la Antártida, avanza hasta que un nuevo pedazo gigante de hielo se desprende cada 40 a 50 años.

## Dimensiones
La isla de hielo Pobeda posee dimensiones variables, pero por lo general llega a medir hasta 70 km de largo y 36 km de ancho, con una superficie de unos 1500 km².
El técnicamente el término "isla" es incorrecto, dado que este accidente geográfico es en realidad un iceberg tabular con lados casi verticales y una parte superior plana.
El principio de Arquímedes establece que el 11% de un iceberg se encuentra por sobre la superficie del agua (en agua salada), mientras que el resto está sumergido. En el caso de la isla de hielo Pobeda, cuya cara superior se encuentra a unos 27 m por encima del nivel del mar, por lo cual el iceberg alcanza una profundidad de unos 216 m por debajo del nivel del mar, y su altura total es de unos 243 m. Lo que implica que el suelo del océano se encuentra a unos 216 m debajo del nivel del mar, en donde se encuentra el banco de hielo.

## Historia
El primer avistaje de una isla de hielo en esta posición, fue realizado en febrero de 1840 por la United States Exploring Expedition, liderada por Charles Wilkes. La isla les bloqueo el paso hacia el oeste por la costa antártica, y la denominaron Termination Land.
Douglas Mawson renombró a la isla como Lengua de Hielo Terminal cuando la encuentra durante la Australasian Antarctic Expedition de 1911 a 1913. Sin embargo la expedición BANZARE de 1929-31 no encuentra ninguna isla en esta posición.
Una expedición soviética cruzó la isla en 1960 y la renombró nuevamente, esta vez como Isla de hielo Pobeda, en referencia a la victoria soviética sobre las potencias del Eje durante la Gran Guerra Patriótica. Inclusive ellos construyeron una estación temporal de investigación en la isla. Pobeda desapareció durante la década de 1970, para ser reemplazada por una nueva lengua de hielo que se desprendió en 1985. Esa isla desapareció en el 2003 o el 2004. En el 2010 no había una isla de hielo en este sitio.